# Jane och Draken
Jane och Draken är en kanadensisk-nyzeeländsk datoranimerad TV-serie för barn, baserad på böckerna med samma namn av Martin Baynton. 
Serien följer det komiska bedrifterna hos Jane, en ung flicka som utbildar sig till riddare, och hennes 300-åriga, eldsprutande och bästa vän, Draken. 

## Rollista
- Jane - svensk röst av Norea Sjöquist
- Draken - svensk röst av Anders Öjebo
- Sir Theodore - svensk röst av Claes Ljungmark
- Gunter - svensk röst av Nick Atkinson
- Magnus - svensk röst av Hasse Jonsson